# Resolutie 1627 Veiligheidsraad Verenigde Naties
Resolutie 1627 van de Veiligheidsraad van de Verenigde Naties werd op 23 september 2005 met unanimiteit van stemmen aangenomen door de VN-Veiligheidsraad en verlengde de vredesmissie in Soedan met een half jaar.

## Achtergrond
Al in de jaren 1950 was het zwarte zuiden van Soedan in opstand gekomen tegen het overheersende Arabische noorden. De vondst van aardolie in het zuiden maakte het conflict er enkel maar moeilijker op. In 2002 kwam er een staakt-het-vuren en werden afspraken gemaakt over de verdeling van de olie-inkomsten. Verschillende rebellengroepen waren hiermee niet tevreden en in 2003 ontstond het conflict in Darfur tussen deze rebellen en de door de regering gesteunde Janjaweed-milities. Die laatsten gingen over tot etnische zuiveringen en in de volgende jaren werden in Darfur grove mensenrechtenschendingen gepleegd waardoor miljoenen mensen op de vlucht sloegen.

## Inhoud

### Waarnemingen
Op 30 juli was vicepresident John Garang de Mabior van Soedan door een ongeluk om het leven gekomen. Zijn opvolger Salva Kiir en de Soedanese overheid werden geprezen om hun inspanningen voor de vrede. Zo was een regering van nationale eenheid gevormd, een historische stap.

### Handelingen
De Veiligheidsraad verlengde het mandaat van de UNMIS-vredesmacht in het land tot 24 maart 2006. De secretaris-generaal werd gevraagd om de drie maanden te rapporteren over de uitvoering van dat mandaat.

## Verwante resoluties
- Resolutie 1591 Veiligheidsraad Verenigde Naties
- Resolutie 1593 Veiligheidsraad Verenigde Naties
- Resolutie 1651 Veiligheidsraad Verenigde Naties
- Resolutie 1663 Veiligheidsraad Verenigde Naties (2006)

Lijst ·  1581 ·  1582 ·  1583 ·  1584 ·  1585 ·  1586 ·  1587 ·  1588 ·  1589 ·  1590 ·  1591 ·  1592 ·  1593 ·  1594 ·  1595 ·  1596 ·  1597 ·  1598 ·  1599 ·  1600 ·  1601 ·  1602 ·  1603 ·  1604 ·  1605 ·  1606 ·  1607 ·  1608 ·  1609 ·  1610 ·  1611 ·  1612 ·  1613 ·  1614 ·  1615 ·  1616 ·  1617 ·  1618 ·  1619 ·  1620 ·  1621 ·  1622 ·  1623 ·  1624 ·  1625 ·  1626 ·  1627 ·  1628 ·  1629 ·  1630 ·  1631 ·  1632 ·  1633 ·  1634 ·  1635 ·  1636 ·  1637 ·  1638 ·  1639 ·  1640 ·  1641 ·  1642 ·  1643 ·  1644 ·  1645 ·  1646 ·  1647 ·  1648 ·  1649 ·  1650 ·  1651